# Álex Llorca
Alejandro Llorca Castillo, detto Álex (Esplugues de Llobregat, 26 gennaio 1989), è un cestista spagnolo, professionista nella Liga ACB.